# Peritrechus pilosulus
Peritrechus pilosulus är en insektsart som beskrevs av Samuel Hubbard Scudder 2000. Peritrechus pilosulus ingår i släktet Peritrechus och familjen Rhyparochromidae. Inga underarter finns listade i Catalogue of Life.